# Partia Rewolucji
Partia Rewolucji (język suahili Chama cha Mapinduzi, skrót: CCM) – partia rządząca Tanzanią od uzyskania niepodległości przez to państwo.
Partia powstała 5 lutego 1977 roku w wyniku połączenia rządzącej w Tanganice partii Afrykański Narodowy Związek Tanganiki i Partii Afroszyrazyjskiej z Zanzibaru. W chwili utworzenia stała się jedyną legalnie działającą partią polityczną w Tanzanii. Doktryną partii był socjalizm ujamaa opracowany przez prezydenta Juliusa Nerere. W drugiej połowie lat 80. partia zaczęła wycofywać się z socjalistycznych zasad gospodarczych i rozpoczęła reformy gospodarcze w stylu umiarkowanie wolnorynkowym. W 1992 roku partia zrzekła się statusu monopartii i wprowadziła system wielopartyjny. Partia Rewolucji wygrała wszystkie wybory prezydenckie i parlamentarne, które odbyły się zarówno w Tanzanii na poziomie państwa, jak i na Zanzibarze na poziomie autonomicznym w ramach systemu wielopartyjnego (1995, 2000, 2005, 2010 i 2015).
Jakaya Kikwete, kandydat Partii Rewolucji, wygrał wybory prezydenckie w Tanzanii z 14 grudnia 2005 z 80,28% poparcia. W wyborach parlamentarnych tego samego dnia partia zdobyła 70% głosów, 206 z 232 miejsc w Zgromadzeniu Narodowym. 31 października 2010, odbyły się wybory prezydenckie i parlamentarne. Jakaya Kikwete został wybrany na prezydenta otrzymując 61% głosów, podczas gdy partia dostała 186 z 239 miejsc w Zgromadzeniu Narodowym. Od 2013 roku partia jest oficjalnym członkiem Międzynarodówki Socjalistycznej. Wybory prezydenckie w 2015 roku po raz kolejny wygrał kandydat Partii Rewolucji, tym razem był nim John Magufuli, który uzyskał 58,46% głosów.

## Sekretarze generalni
- Julius Nyerere (1977-1990)
- Ali Hassan Mwinyi (1990-1996)
- Benjamin Mkapa (1996-2006)
- Jakaya Kikwete (od 2006)